# Ahmesz-Meritamon
Ez a szócikk I. Jahmesz és Ahmesz-Nofertari lányáról szól, a nagynénjét lásd itt: Ahmesz-Meritamon (XVII. dinasztia).
Ahmesz-Meritamon („A Hold gyermeke, Ámon által szeretett”) királyné az ókori egyiptomi XVIII. dinasztia idején, valószínűleg I. Jahmesz és Ahmesz-Nofertari leánya, I. Amenhotep testvére és felesége. Ismert gyermekük nem született.
Múmiáját a Deir el-Bahari-i TT358-as sírban találták meg, ahová azután temették újra a papok, miután eredeti sírját kirabolva találták. Harmincas évei elején halhatott meg, köszvény kínozta. Korábban tévesen II. Amenhotep feleségének vélték. Ma a múmia a kairói Egyiptomi Múzeumban található.
Egy mészkőszobrát Giovanni Belzoni találta meg Karnakban 1817-ben. Az egyik koporsója nagyon hasonlít az Ahmesz-Nofertariéhoz, abban az időben készülhetett. Ezen kívül kisebb tárgyakon említik, későbbi forrásokban neve I. Amenhotep, Ahmesz-Nofertari, Jahmesz-Szipair és Ahmesz-Szitamon nevével együtt fordul elő, ez alapján feltételezhetőek rokoni kapcsolatai.
Címei: Nagy királyi hitves (ḥm.t-nỉswt wr.t), Egy a fehér koronával (ẖnm.t-nfr-ḥḏ.t), A király felesége (ḥm.t-nỉswt), A Két Föld úrnője (nb.t-t3.wỉ), Az isten felesége (ḥm.t-nṯr), Az egész föld úrnője (ḥnwt-t3.wỉ-tm), A király lánya (z3.t-nỉswt), A király nővére (zn.t-nỉswt), A király anyja (mwt-nỉswt) (csak későbbi forrásokban).

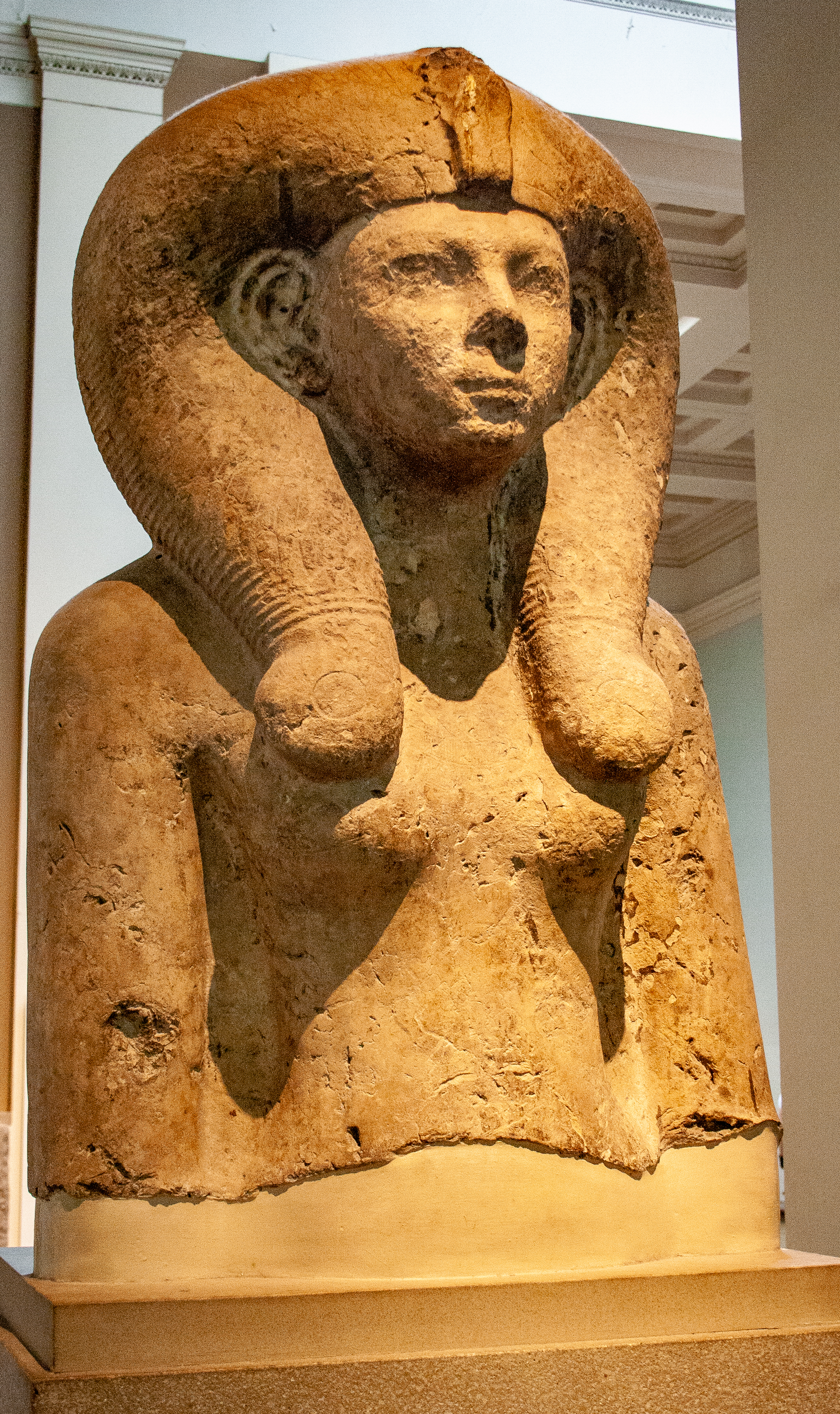
Ahmesz-Meritamon szobra a British Museumban
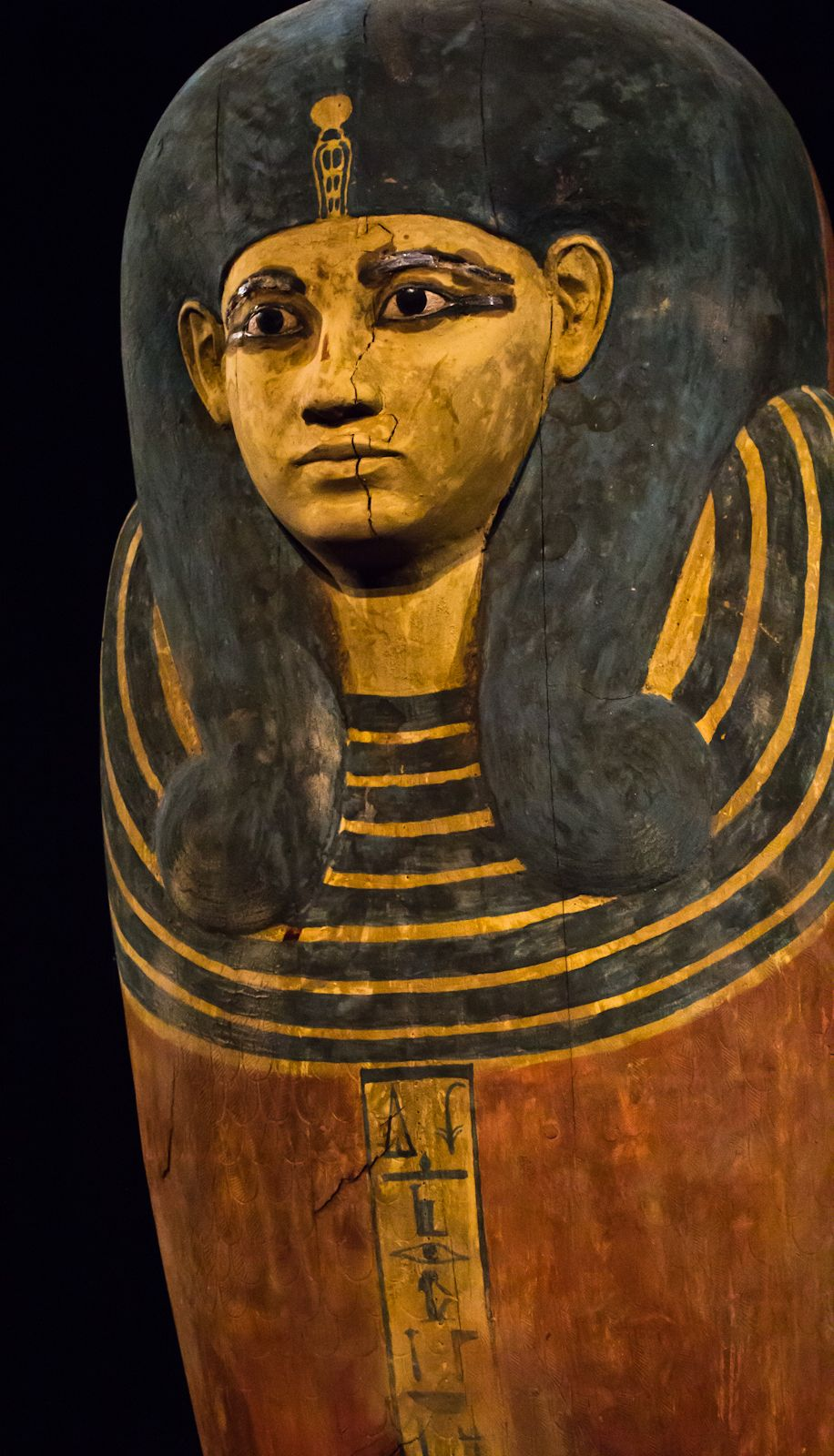
Ahmesz-Meritamon koporsója